# Trani (Naturstein)

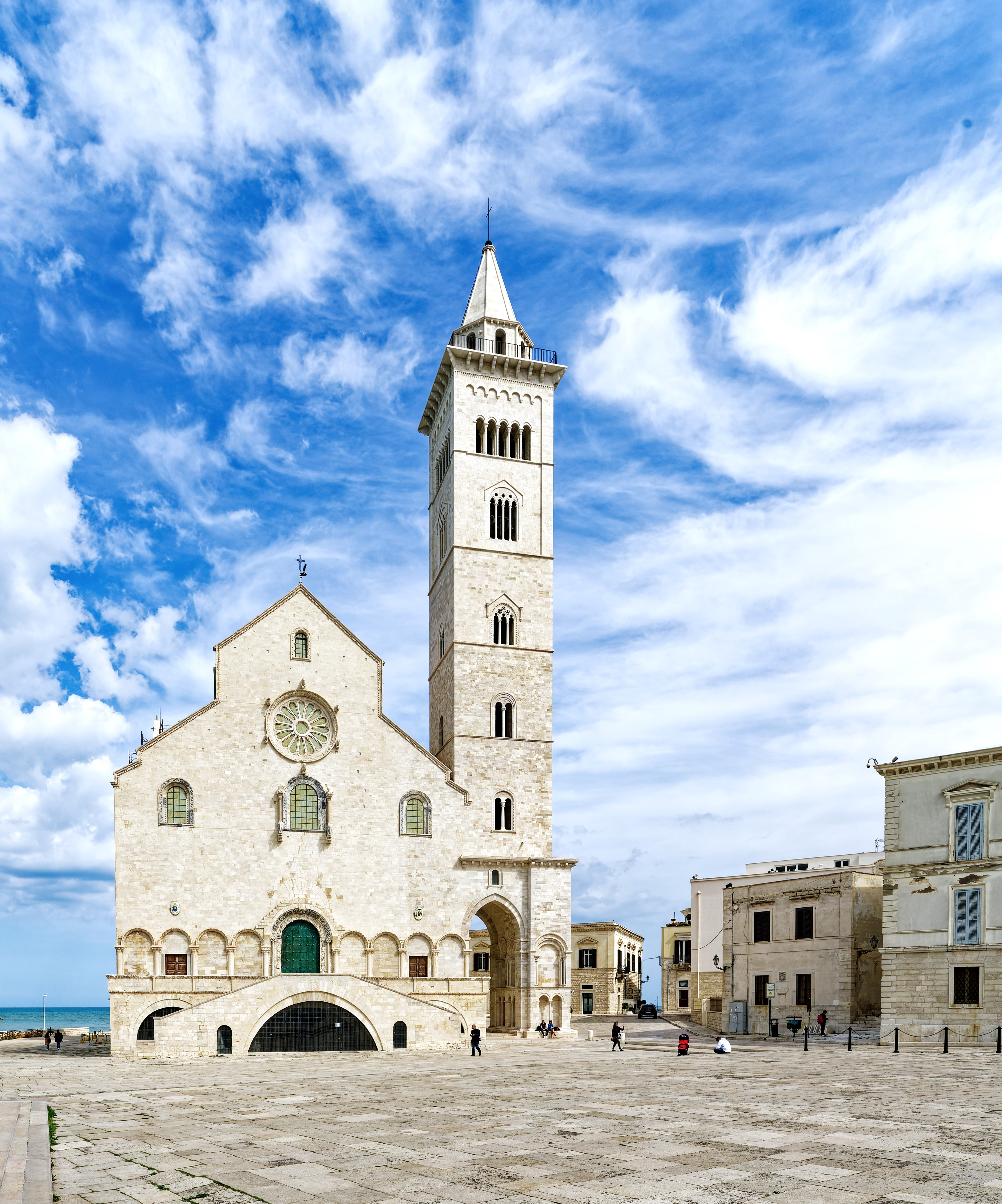
Kathedrale von Trani aus Trani-Kalkstein erbaut

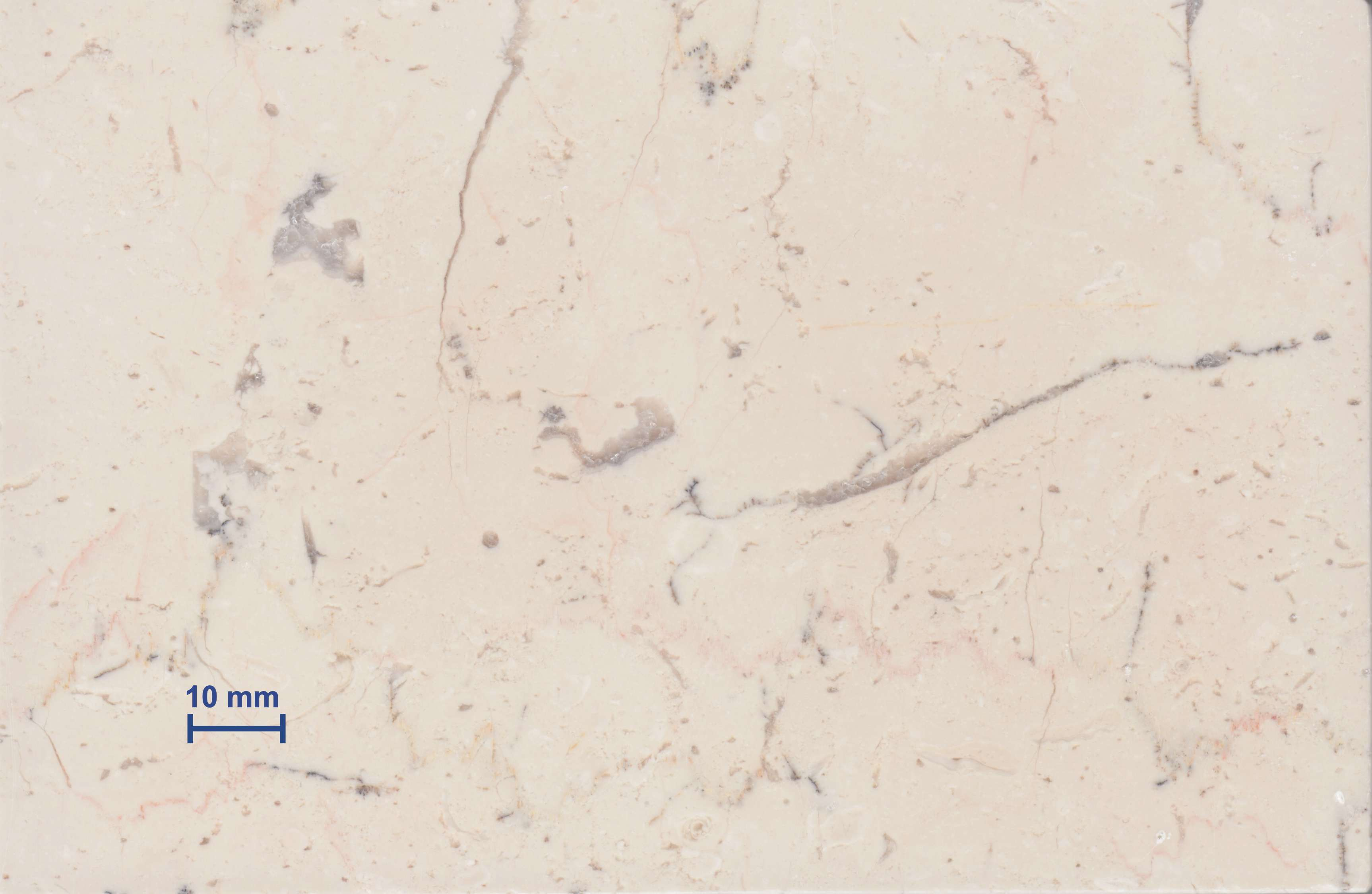
Polierte Steinoberfläche von Trani Fiorito

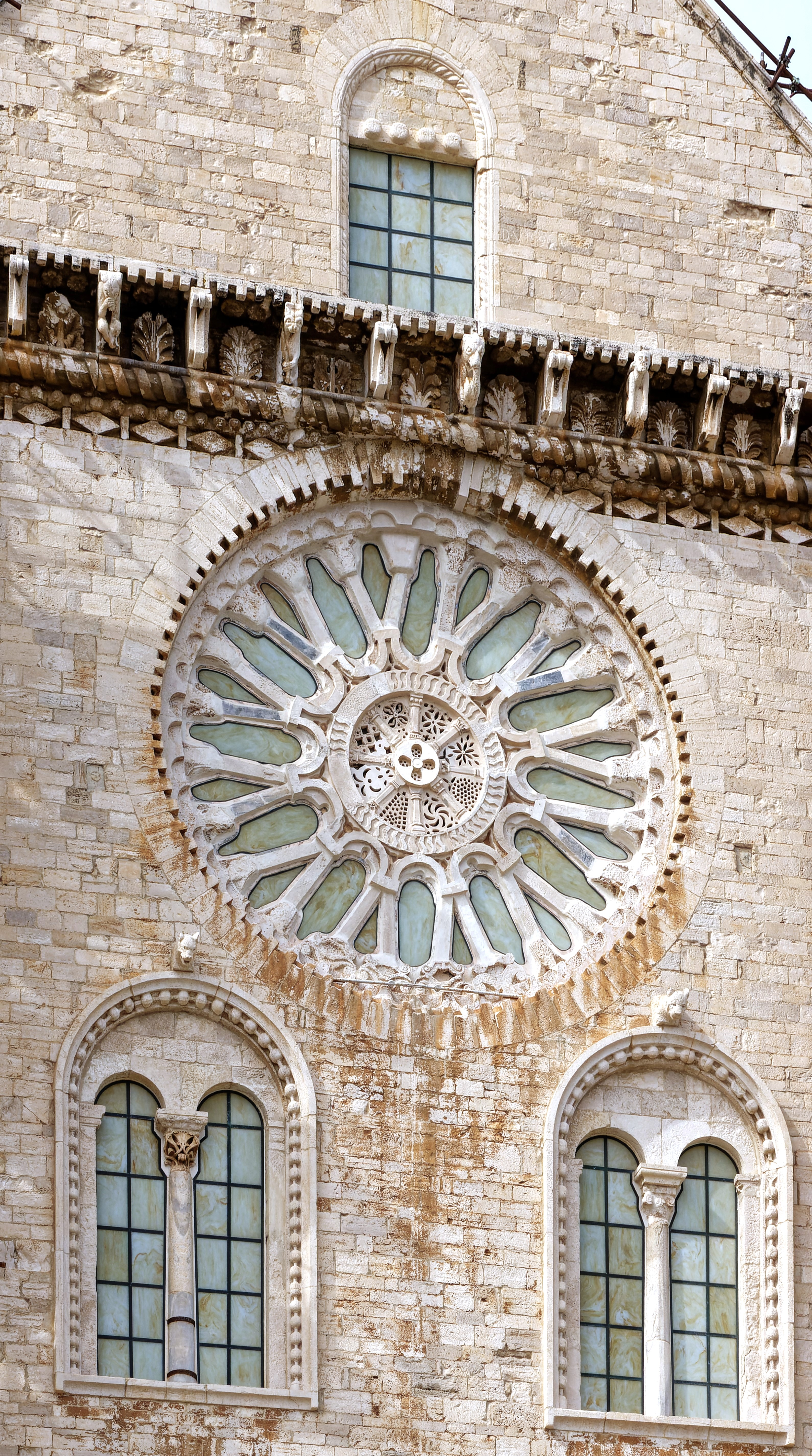
Fensterrose der Kathedrale aus Trani-Kalkstein

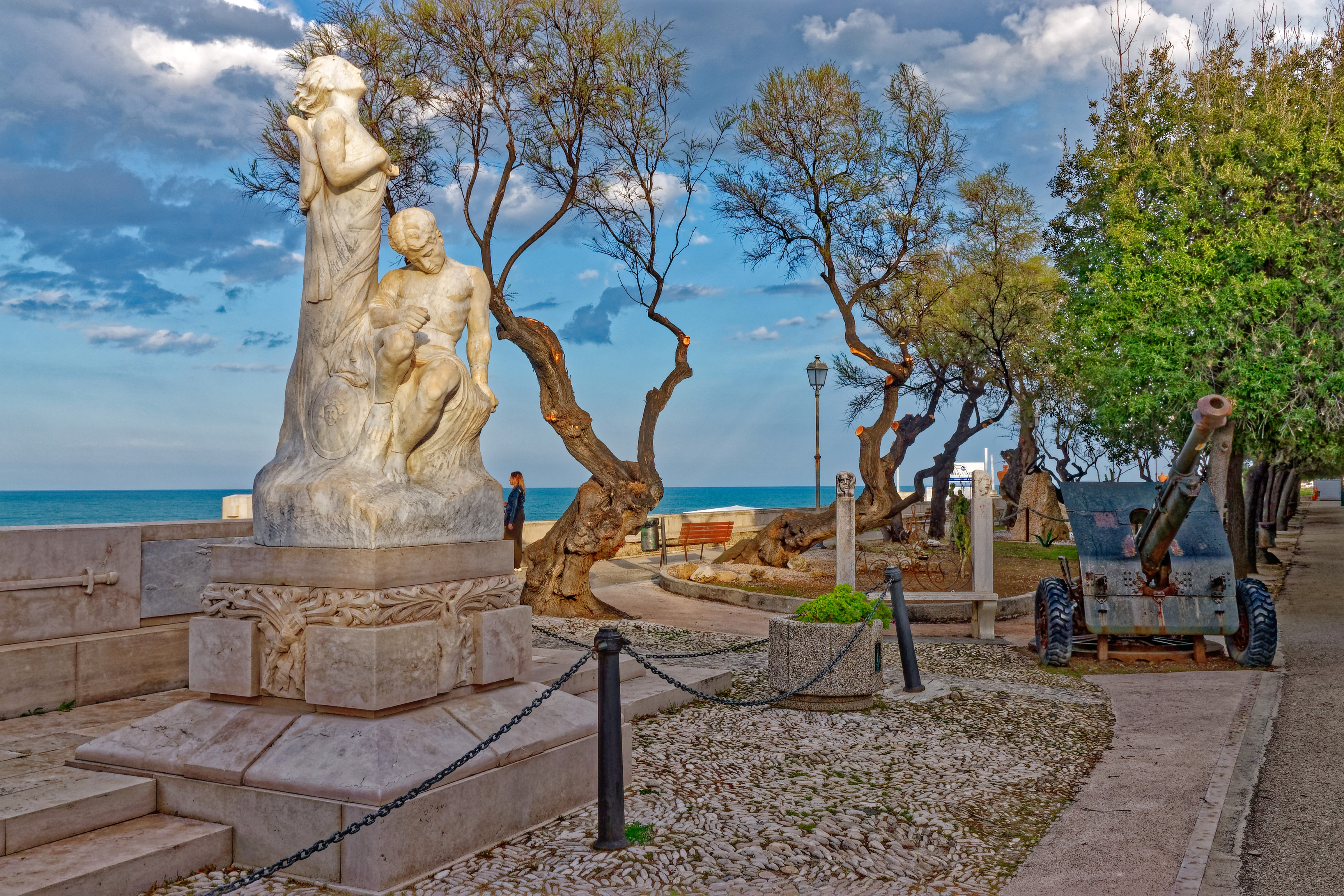
Monumento ai Caduti aus dem Naturstein Trani

Trani (ital.: pietra tranese) ist ein Kalkstein, der im italienischen Apulien nordwestlich von Bari in der Nähe der Ortschaft Trani abgebaut wird. Dieser Naturstein entstand im geologischen Zeitalter der unteren Kreide vor etwa 140 Millionen Jahren.

## Entstehung
Im Jura wurden in dem damaligen Mittelmeer Kalkschlamm und Tone abgelagert, die im Laufe von Jahrmillionen verfestigt wurden. Dabei bewirkte der auflagernde Druck, dass die Stoffe Kalk und Ton schichtparallel zu gezackten (von Steinmetzen auch Mäusezähne genannt) Bändern verschoben wurden, zu den Stylolithen (auch als Drucksuturen bezeichnet). Dieser Naturstein entstand durch eine Diagenese, durch Kompaktion und Zementation. Die Zementation dieses Vorkommens erfolgte teilweise bis zur Porenfreiheit, denn die Risse, kleine Klüfte und Setzungen, die sich durch Bewegungen der Gesteinsschichten ergaben, wurden durch Kalzit verfüllt. Einschlüsse von Fossilien sind im Trani selten, hin und wieder sind versteinerte Algen erkennbar.

## Gesteinsbeschreibung
Der feinkörnige beige bis graue oder cremerosa- bis rosafarbene Naturstein wird durch wellig und zackig verlaufende Tonadern, durch Stylolithen, deutlich strukturiert. Adern können auch mit Kalkspat verfüllt sein und sind dann polierfähig. Die Gesteinsschichten dieses Vorkommens zeigen eine deutliche Lagerung und die Farben sowie Strukturen schwanken je nach Schichtlage im Steinbruch leicht. 
In bestimmten Schichtlagen wird der Serpeggiante (serpeggiante = geschlängelt) gewonnen, der hellbraun bis beige und durch ausgeprägt wellige Bänder gekennzeichnet ist. Aus den anderen Schichten wird der Trani Fiorto (fiorito = geblümt) abgebaut.
Da diese Gesteinstypen polierfähig sind, werden sie im üblichen Handel auch als Marmore bezeichnet.

## Verwendung
Trani ist polierfähig, nicht säure- und frostbeständig. Durch seine Festigkeit ist dieser Kalkstein, sofern er keinem Frost ausgesetzt ist, relativ gut wetterbeständig. Die Politur im Außenbereich lässt bei Bewitterung nach. Er wird heute vor allem für Boden- und Treppenbeläge sowie Fensterbänke im Gebäudeinneren, Innenwandverkleidungen, aber auch in Bädern als Badewanne, Waschtische und Designobjekte verwendet. Dieser Naturstein wird im italienischen und im gesamten europäischen Raum verarbeitet.
Die Kathedrale San Nicola Pellegrino in Trani, weitere historische Bauwerke und Skulpturen bestehen aus diesem Gestein. Im mittelalterlichen Trani arbeiteten Bildhauer, wie beispielsweise Barisanus von Trani in der Mitte des 12. Jahrhunderts, der die berühmten Bronzetüren der Kathedrale in Trani schuf. Aber auch heute werden aus diesem Naturstein Skulpturen von Bildhauern geschaffen.